# Superhero
Superhero (ang. Superhero Movie) – amerykański film fabularny będący parodią kosztownych hollywoodzkich produkcji o komiksowych superbohaterach.
Sparodiowane filmy:
- Batman: Początek
- Blade: Wieczny łowca
- Choć goni nas czas
- Człowiek z blizną
- Faceci w czerni
- Fantastyczna Czwórka
- Naga broń
- Spider-Man
- Spider-Man 2
- Spider-Man 3
- Superman: Powrót
- trylogia Władca Pierścieni
- X-Men
- Dziewczyna z sąsiedztwa
- Zmierzch

Film został negatywnie odebrany przez krytyków. Serwis Rotten Tomatoes przyznał mu wynik 17%.

## Fabuła
Rick Riker jest zwyczajnym nastolatkiem, mieszkającym wraz z wujem Albertem i ciotką Lucille. Pewnego dnia, podczas wycieczki do laboratorium, zostaje ugryziony przez zmodyfikowaną ważkę. Wypadek ten sprawia, że Rick zdobywa nieziemskie moce. Gdy wujek Albert zostaje postrzelony przez złodzieja i trafia do szpitala, Rick postanawia zostać superbohaterem, znanym jako Ważka-man (ang. Dragonfly). Na jego drodze staje szalony Klepsydrań (ang. Hourglass), który zamierza stać się nieśmiertelny.

## Obsada
- Drake Bell – Rick Riker/Ważka-man
  - Sam Cohen – młody Rick Riker
- Sara Paxton – Jill Johnson
- Kevin Hart – Trey
- Christopher McDonald – Lou Landers/Klepsydrań
- Leslie Nielsen – wuj Albert
- Marion Ross – ciotka Lucille
- Ryan Hansen – Lance Landers
- Robert Joy – doktor Stephen Hawking
- Brent Spiner – doktor Strom
- Jeffrey Tambor – doktor Whitby
- Robert Hays – Blaine Riker
- Nicole Sullivan – Julia Riker
- Tracy Morgan – profesor Xavier
- Regina Hall – pani Xavier
- Craig Bierko – Wolverine
- Marisa Lauren – Storm
- Simon Rex – Ludzka Pochodnia
- Pamela Anderson – Niewidzialna Dziewczyna
- Keith David – szef policji
- Miles Fisher – Tom Cruise
- Dan Castellaneta – Carlson
- Lil’ Kim – córka Xaviera
- John Getz – pacjent szpitala psychiatrycznego
- Rod McLachlan – redaktor naczelny
- Michael Papajohn – bandyta
- Vincent LaRusso – złodziej z banku
- Kurt Fuller – urzędnik bankowy
- Charlene Tilton – matka Jill
- Craig Mazin – woźny

## Lista utworów
- All by myself – The Rescues
- I Need A Hero – Sara Paxton